# Дай пет
„Дай пет“ (среща се и като „дай пет точки“) (на англ.: high five – буквално „високо пет“) е жест с ръка, който се изпълнява, когато двама души едновременно повдигат по една ръка над главата си и бутат, плъзгат или пляскат взаимно плоската част на дланта си. Жестът често се предшества устно от фраза като „Дай пет“ или „Плесни ръка“. Значението му варира в зависимост от контекста на употреба, но може да се ползва като поздрав, поздравление или празнуване.
Има много версии за произхода на жеста, но двата най-документирани са на Дъсти Бейкър и Глен Бърк от професионалния бейзболен отбор на Лос Анджелис Доджърс от 2 октомври 1977 г. и Уайли Браун и Дерек Смит от Луисвил Кардиналс в мъжкия колежански баскетболен отбор през сезон 1978 – 1979.

## Произход
Използването на фразата като съществително е част от Оксфордския речник на английския език от 1980 г. и като глагол от 1981 г. Фразата е свързана с жаргона „дай пет“ („give me five“), което е заявка за някаква форма на ръкостискане, като „пет“ се отнася до броя на пръстите на ръката. „Дай пет“ произхожда от ниския вариант на изпълнение, който е част от афро-американската култура от 1920-те. Вероятно е невъзможно да се установи кога точно ниското изпълнение е преминало към високото, но има много теории за неговото възникване. Веднъж Меджик Джонсън предполага, че е измислил жеста в щата Мичиган, вероятно в края на 1970-те. Други предполагат, че произхожда от женската волейболна верига през 1960-те.

## Вариации
В допълнение към класическия жест „дай пет“ съществуват няколко разновидности на изпълнение.

### Без отклик
Ако някой инициира „дай пет“ (каквато и да е вариация на жеста), като предлага ръка/ръце и не получава реципрочно ръка, която да изпълни жеста, инициаторът се казва, че е бил „оставен да виси“. Това може да се тълкува като обида, приятелска шега или форма на просветление, в зависимост от контекста на използването му.

### Самостоятелното изпълнение
Жестът се състои в повдигане на едната ръка (обикновено дясната) и докосването ѝ с другата. Често се използва от Даймънд Далас Пейдж, например в неговата тематична песен на WCW „Self High Five.“ Вариант на тази вариация е изследван от турския художник Дениз Озуйгур, който изгражда „Self High-five Machine", която е изложена в Ню Йорк през 2010 г. Това е роботизирана ръка, която се върти в кръгове, удряйки друга роботизирана ръка, и двете от които са гумени отливки на собствените ръце на Озуйгур.

### С хващане на ръка
Изпълнява се, като единия или двамата от участниците изпълняващи жеста хванат и задържат чуждата ръка, понякога дори с разклащане, докато са все още хванати нагоре. Вариацията може да се използва за обозначаване на приятелство и/или лично самохвалство.

### „Дай пет“ с две ръце
Както подсказва името, изпълнява се като стандартното „дай пет“, но с две ръце. В груповите спортове е практика в две редици спортистите да преминават с жеста през целия противников отбор.

### С ниско изпълнение
При това изпълнение към стандартното изпълнение (високо – „Up high“) се добавя нов завършек – ръцете се спускат ниско и редуващо се извъртат с дланите нагоре, за да позволят да се ударят от партньора („Down low“).

### „Твърде бавно“
„Твърде бавно“ варианта е поредица от „дай пет“, последвано с ниско изпълнение (съпроводено с римата „Up High. Down Low ...“) Първоначално Арнолд Шварценегер го прави във филма от 1991 г. „Терминатор 2: Денят на страшния съд“, когато Джон Конър (Едуард Фърлонг) учи Терминатора (Шварценегер) на „Дай ми пет. Горе, долу, твърде бавно.“, при което инициаторът издърпва ръката си в последния момент, като по този начин подлъгва другия човек („жертвата“) да замахне във въздуха, завършвайки римата с „Твърде бавно!“ („Too slow!“). Има вариации на това изпълнение, с добавки отстрани (към римата се прибавя „to the side“) и други позиции на ръцете, за да може партньорът да се синхронизира с ръката на инициатора.
- „Дай пет“
- С ниско изпълнение
- Оставяне без отклик
- „Твърде бавно!“

Има вариации по тази тема, с добавки на „отстрани“ и други позиции на ръцете, за да може партньорът да се свърже с ръката на инициатора.

### Въздушно „Дай пет“
При този вариант ръцете на участниците никога не се докосват, като им е необходима само линия на видимост, за да направи жеста. Той има предимство за участниците, които иначе са твърде отдалечени, за да постигнат физически контакт при жеста. Участниците могат просто да се преструват, че изпълняват „дай пет“ или да добавят имитиращ звук на пляскането с ръце. Варианта е известен също като „wi-five“ (игра на думи с Wi-Fi – комбинация от „безжичен“ и „дай пет“.

## Човешко здраве
Медицинско проучване от 2014 г. установява, че жестовете „дай пет“ и „чукни“ разпространяват по-малко микроби от ръкостисканията.